# Блэкер, Джесси
Джесси Блэкер (англ. Jesse Blacker ; род. 19 апреля 1991, Торонто, Онтарио, Канада) — казахстанский хоккеист канадского происхождения, играющий на позиции защитника. В настоящее время является игроком клуба КХЛ «Автомобилист» из города Екатеринбург и игроком национальной сборной Казахстана.

## Карьера
Начал заниматься хоккеем в хоккейной школе «Торонто Рэд Вингс», в которой проиграл до 16 лет. В 2007 году, после небольшой командировки в лигу Восточного побережья Онтарио, где Джесси выступал в составе команды «Чатам Марунс», игрок перебрался в команду рангом выше — «Уинсор Спитфайрз», в составе которой, в сезоне 2008/2009, стал обладателем Кубка им. Джей Росса Робертсона, главного трофея лиги ОХЛ и Мемориального кубка. За «Уинсор Спитфайрз» Блэккер выступал, вплоть до драфта НХЛ 2009 года. На драфте Джесси выбрала команда «Торонто Мейпл Лифс» во 2-м раунде под общим 58-м номером, в систему которой и перешёл хоккеист. Далее Блэкер выступал за фарм-клуб «Мейпл Лифс» — «Торонто Марлис», а так же были командировки в клуб «Оуэн Саунд Аттак», в составе которого, второй раз в своей карьере, завоевал кубок им. Джей Росса Робертсона. В начале сезона 2013/2014 Блэккер перешёл в систему другого клуба из НХЛ — «Анахайм Дакс» и сразу был переведён в его фарм — «Норфолк Эдмиралс». В Национальной хоккейной лиге Джесси Блэкер дебютировал в сезоне 2014/2015, 28 ноября, в матче против «Чикаго Блэкхокс», проведя на площадке чуть больше 6 минут, не отметившись результативными действиями. В декабре 2014 года хоккеист перешёл в систему клуба из НХЛ — «Флорида Пантерз» и по уже знакомому сценарию, заканчивал сезон в матчах за фарм-клуб — «Сан-Антонио Рэмпейдж». Сезон 2015/2016 стал последним, на сегодняшний день, для хоккеиста за океаном и попыткой закрепиться в НХЛ. Игрок попал в расположение команды «Даллас Старз», однако не пройдя в окончательный ростер на сезон, продолжил свои выступления в АХЛ, в составе фарм-клуба Далласа — «Техас Старз».
В апреле 2016 года, Джесси Блэкер впервые решил уехать из родного чемпионата в Европу и подписал контракт с клубом из Германии — «Нюрнберг Айс Тайгерс». В 2017 году хоккеист захотел попробовать свои силы в КХЛ, в китайском клубе — «Куньлунь Ред Стар», который взял курс на развитие, с помощью привлечения канадских хоккеистов, которые не имеют постоянной практики за океаном. Отыграв один сезон в составе «Куньлуня», Джесси Блэккер перешёл в другой клуб из КХЛ — «Барыс» из города Нур-Султан. Отыграв в составе «Барыса» до октября 2019 года, Блэкер принял предложение выступать за сборную Казахстана на будущий сезон. В 2021 году впервые, в своей карьере, принял участие в чемпионате Мира, в составе национальной сборной Казахстана который проходил с 21 мая по 6 июня 2021 года в Латвии.
В мае 2021 года подписал контракт с екатеринбургским «Автомобилистом» сроком на два года.
6 июня 2025 года заключил контракт сроком на два года с «Авангардом», но 21 июля клуб и Джесси разорвали контракт по обоюдному согласию сторон, и после он вернулся в «Автомобилист»

## Достижения
- Обладатель Кубка им. Джей Росса Робертсона сезона 2008/2009
- Обладатель Мемориального кубка сезона 2008/2009
- Обладатель Кубка им. Джей Росса Робертсона сезона 2010/2011